# Qustul
Qustul (àrab: قسطل) és una excavació a Núbia, en territori d'Egipte, que es troba a uns 50 km al nord de la segona cascada no gaire lluny d'Abu Simbel però a l'altre costat del Nil. S'hi va trobar un cementiri de l'època predinàstica el 1964.